# Bréval
Bréval là một xã của Pháp, nằm ở tỉnh Yvelines trong vùng Île-de-France.
Người dân ở đây trong tiếng Pháp gọi là Brévalois.

## Thông tin nhân khẩu
| 1793 | 1800 | 1806 | 1821 | 1831 | 1836 | 1841 | 1846 | 1851 |
| ---- | ---- | ---- | ---- | ---- | ---- | ---- | ---- | ---- |
| 520  | 612  | 581  | 574  | 618  | 624  | 578  | 580  | 596  |

| 1856 | 1861 | 1866 | 1872 | 1876 | 1881 | 1886 | 1891 | 1896 |
| ---- | ---- | ---- | ---- | ---- | ---- | ---- | ---- | ---- |
| 606  | 600  | 608  | 590  | 586  | 570  | 600  | 646  | 594  |

| 1901 | 1906 | 1911 | 1921 | 1926 | 1931 | 1936 | 1946 | 1954 |
| ---- | ---- | ---- | ---- | ---- | ---- | ---- | ---- | ---- |
| 587  | 620  | 643  | 640  | 643  | 641  | 600  | 576  | 547  |

| 1962                                         | 1968 | 1975 | 1982  | 1990  | 1999  | - | - | - |
| -------------------------------------------- | ---- | ---- | ----- | ----- | ----- | - | - | - |
| 597                                          | 738  | 912  | 1 093 | 1 440 | 1 646 | - | - | - |
| Số liệu kể từ 1962 : dân số không tính trùng |      |      |       |       |       |   |   |   |

## Hành chính
| Danh sách các thị trưởng               |           |                     |      |         |
| Giai đoạn                              | Giai đoạn | Tên                 | Đảng | Tư cách |
| tháng 3 năm 2001                       | 2008      | Jeannette Chantepie |      |         |
| Tất cả các dữ liệu trước đây không rõ. |           |                     |      |         |

### Notes, sources et références
1. ↑  http://cassini.ehess.fr/ Dân số trước cuộc điều tra năm 1962
2. ↑  INSEE: Dân số từ cuộc điều tra năm 1962

Bản mẫu:Tổng Bonnières-sur-Seine